# Mali Korinj
Mali Korinj este o localitate din comuna Ivančna Gorica, Slovenia, cu o populație de 49 de locuitori.